# Иванин, Иван Емельянович
Иван Емельянович Иванин (1897—1951) — генерал-майор Советской Армии, участник Гражданской и Великой Отечественной войн.

## Биография
Родился 7 ноября 1897 года в селе Лычное (ныне — Первомайский район Тамбовской области). В 1917 года вступил в отряд Красной гвардии, а в 1918 году пошёл на службу в Рабоче-крестьянскую Красную Армию. Участвовал в боях Гражданской войны.
В годы Великой Отечественной войны служил начальником бронетанковых и механизированных войск Западного фронта. 21 июля 1942 года ему было присвоено звание генерал-майора бронетанковых войск. С февраля 1943 года занимал должность помощника по снабжению, ремонту и эксплуатации начальника Управления бронетанковых и механизированных войск Западного фронта.
После окончания войны продолжил службу в Советской Армии. Скончался 1 января 1951 года, похоронен на Новодевичьем кладбище Москвы.
Был награждён орденом Ленина, тремя орденами Красного Знамени, орденом Отечественной войны 1-й степени, орденом Красной Звезды и рядом медалей.

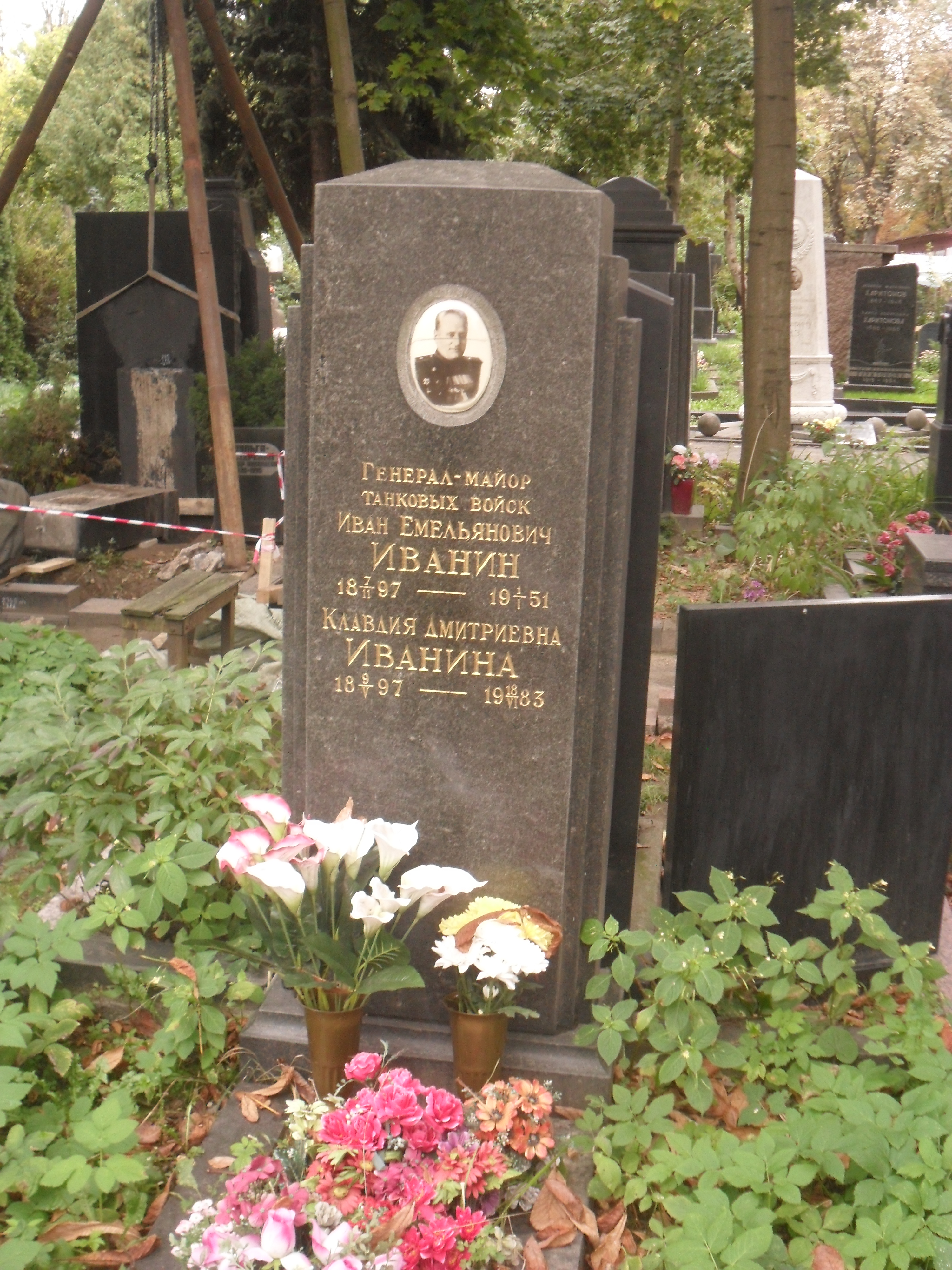
Могила Иванина на Новодевичьем кладбище Москвы.